# La Perla del Once
«La Perla del Once» (исп. La Perla del Once) — бар в районе Балванера в Буэнос-Айресе, на проспекте Авенида Ривадавия 2800, напротив площади Пласа Мисерере на пересечении проспекта Авенида Ривадавия и Авенида Хухуй.

## Рок
В 1960-х, под руководством аргентинского бизнесмена Родригеса Барредо, здесь был один из самых важных центров встречи молодых людей, которые занимались аргентинской рок-музыкой. Известно также, что здесь Лито Неббиа и Тангуито создали композицию «La balsa», одну из знаковых песен жанра, которая считается одной из знаменитых песен национального рока.Также аргентинский композитор Леон Гиеко создал здесь свою песню «Los salieris de Charly». Бар был объявлен достопримечательностью города в 1994 году.

## Галерея

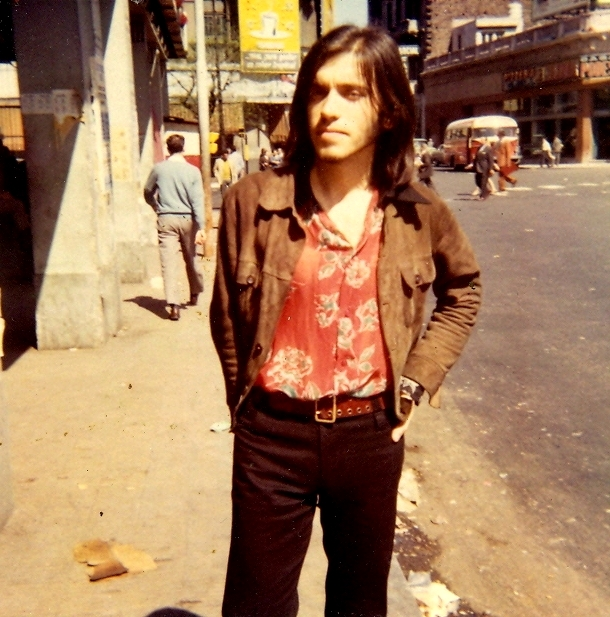
Joven в 1969 году
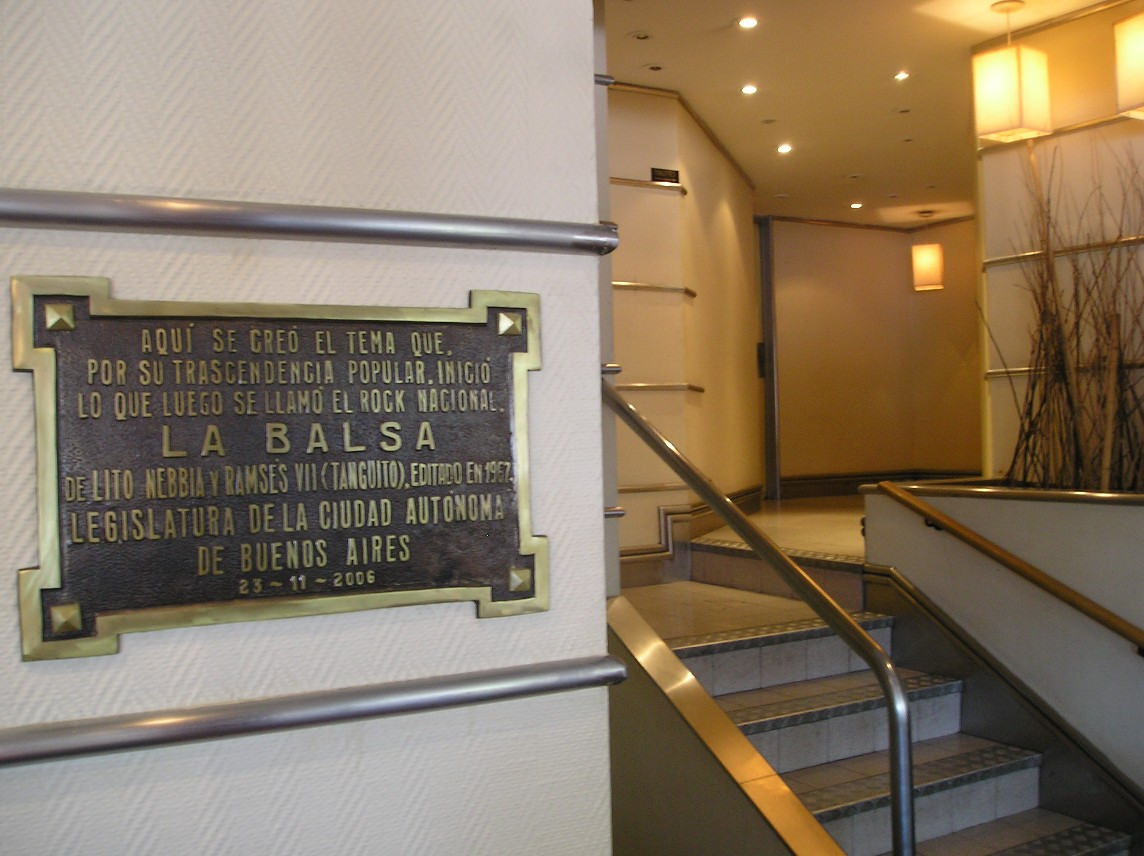
Вход
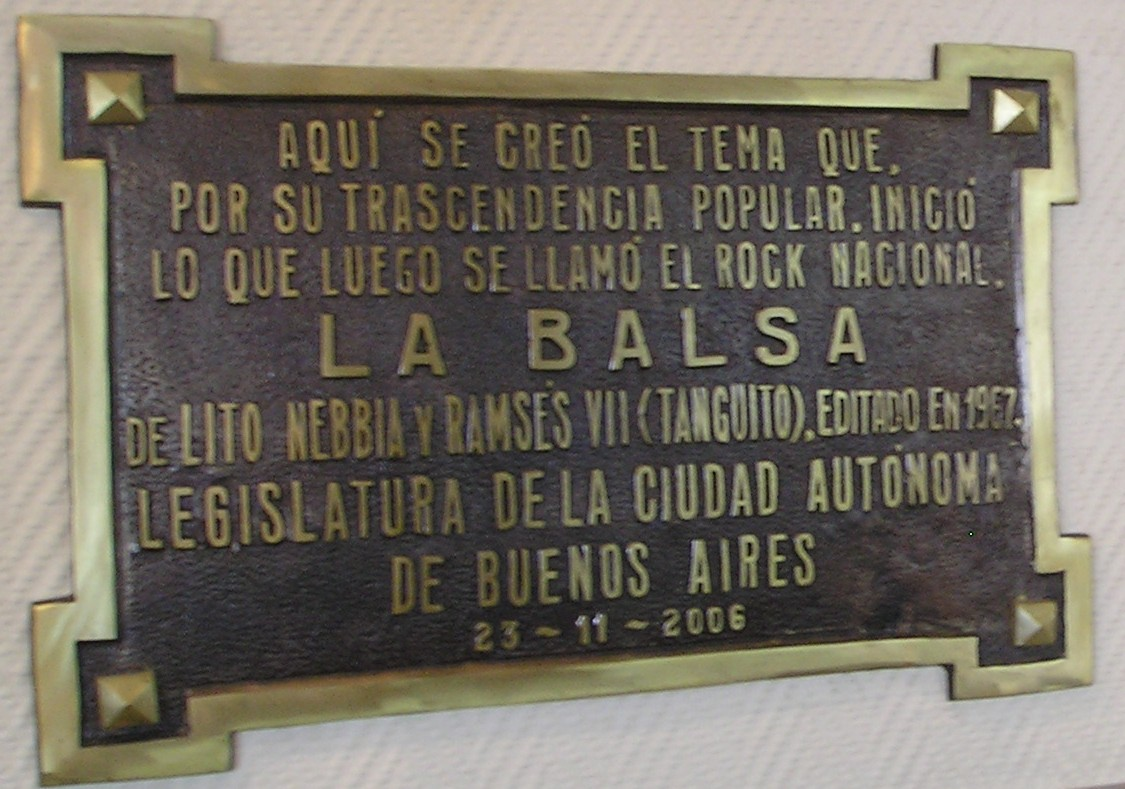
Памятная доска
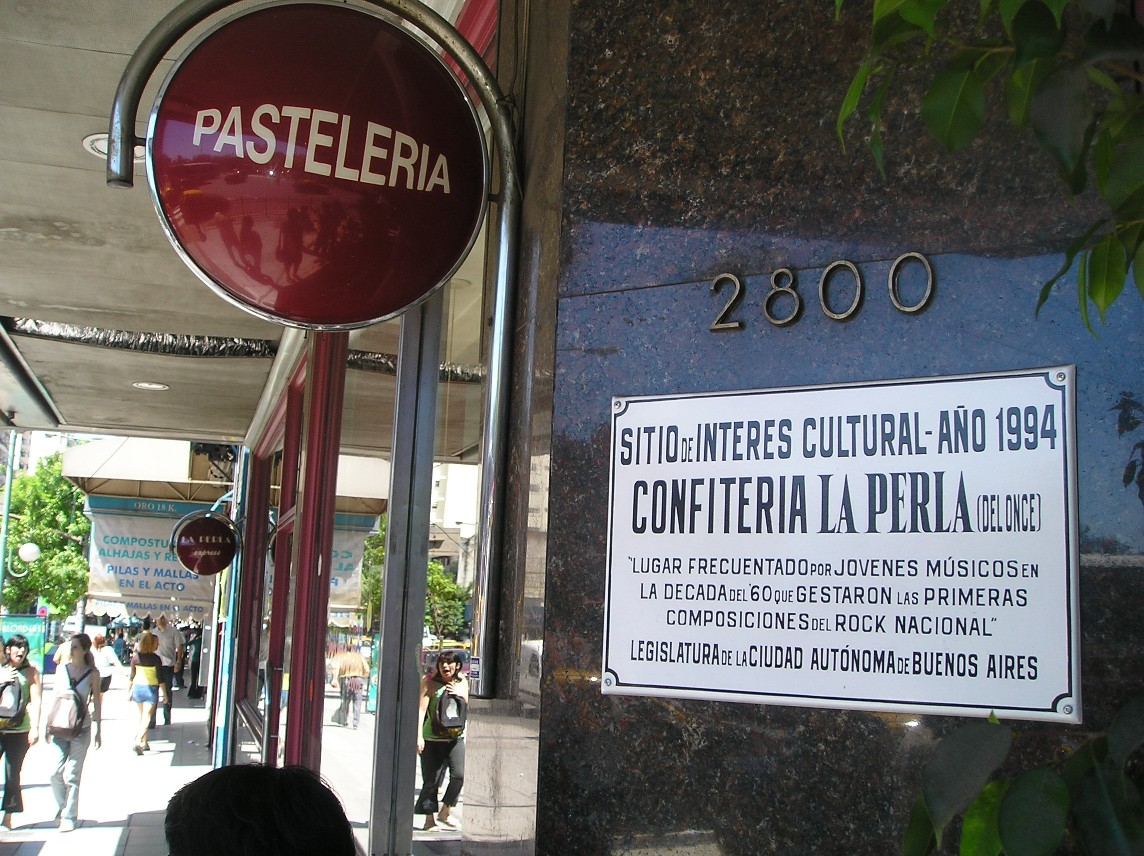
Интерьер

## Также
- Известные бары Буэнос-Айреса
- Litto Nebbia
- Tanguito
- Аргентинский рок